# 桑德韦勒德军战争公墓
49°36′34″N 06°12′20″E / 49.60944°N 6.20556°E
桑德韦勒德军战争公墓，位于卢森堡城以东的桑德韦勒，是第二次世界大战1944年冬和1945年春发生的突出部之役阵亡纳粹德国士兵墓地。

## 德军軍人人數
这里一共埋葬着10,913名納粹士兵，墓碑设计成黑色，以区别于1.5公里以外的當年對手，盟軍的卢森堡美军公墓和纪念馆。根据联邦德国和卢森堡大公国1952年达成的协议，5,286名軸心國士兵尸体从卢森堡境内150个不同墓地迁移来此安葬。他们大多是被安放在多人墓地，且仅有有限的登记记录。通过德国战争墓地条约，4829具尸体中有4014具被登记确认身份。
此墓地1952年5月开始计划，1955年6月5日才正式揭牌，此时距离第二次世界大战已经结束十年。揭幕仪式当天，有超过2000名死难者家属以及德国各个联邦州的学生代表赶来参加。2005年，卢森堡和德国的政府和军事代表以及青少年组织成员共同举行50周年落成纪念。
最后一具埋葬的尸体来自于2007年末在维尔茨的舒曼森林发现，不知姓名的纳粹德国士兵。

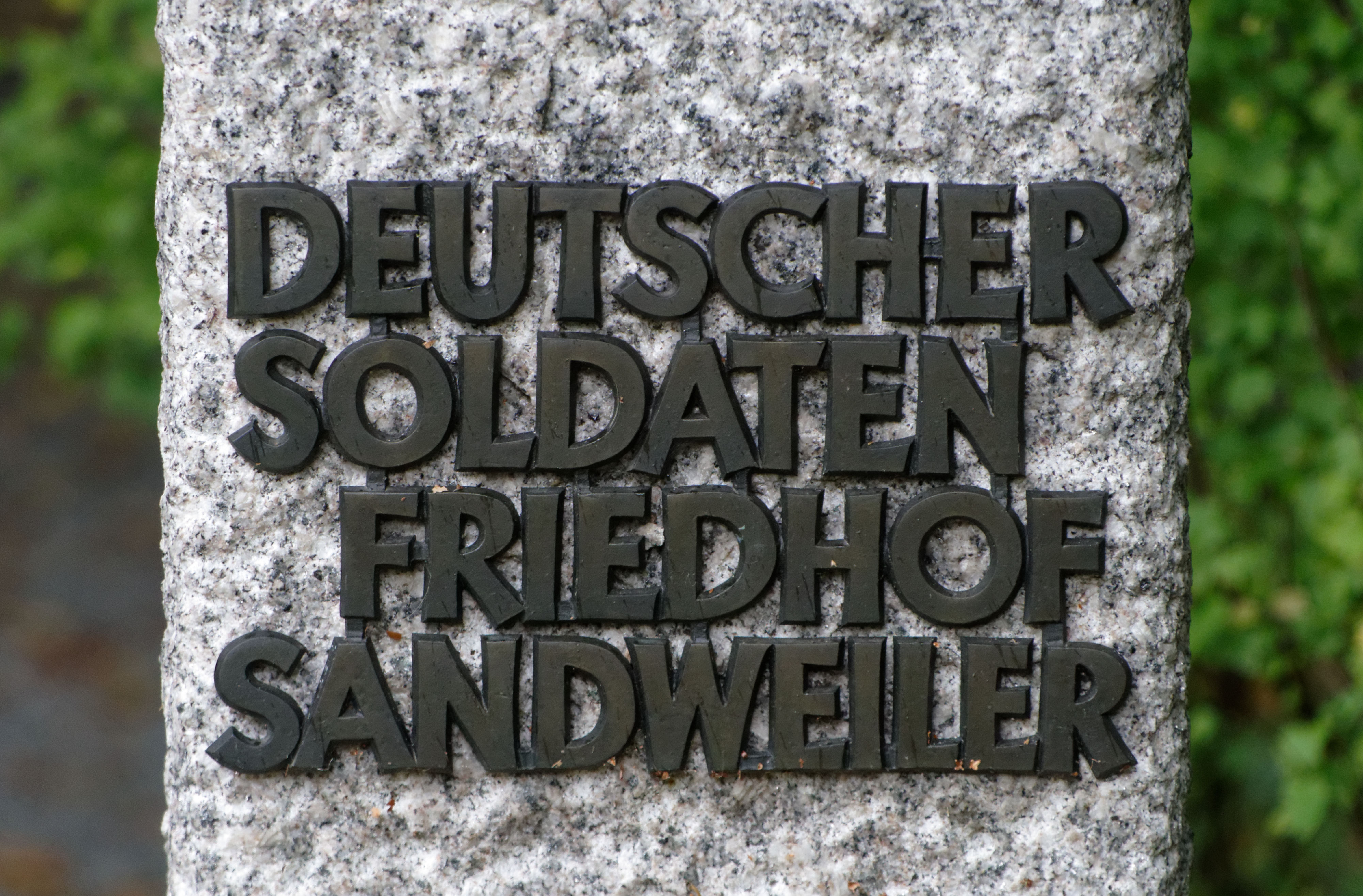
进入战争墓地的通道
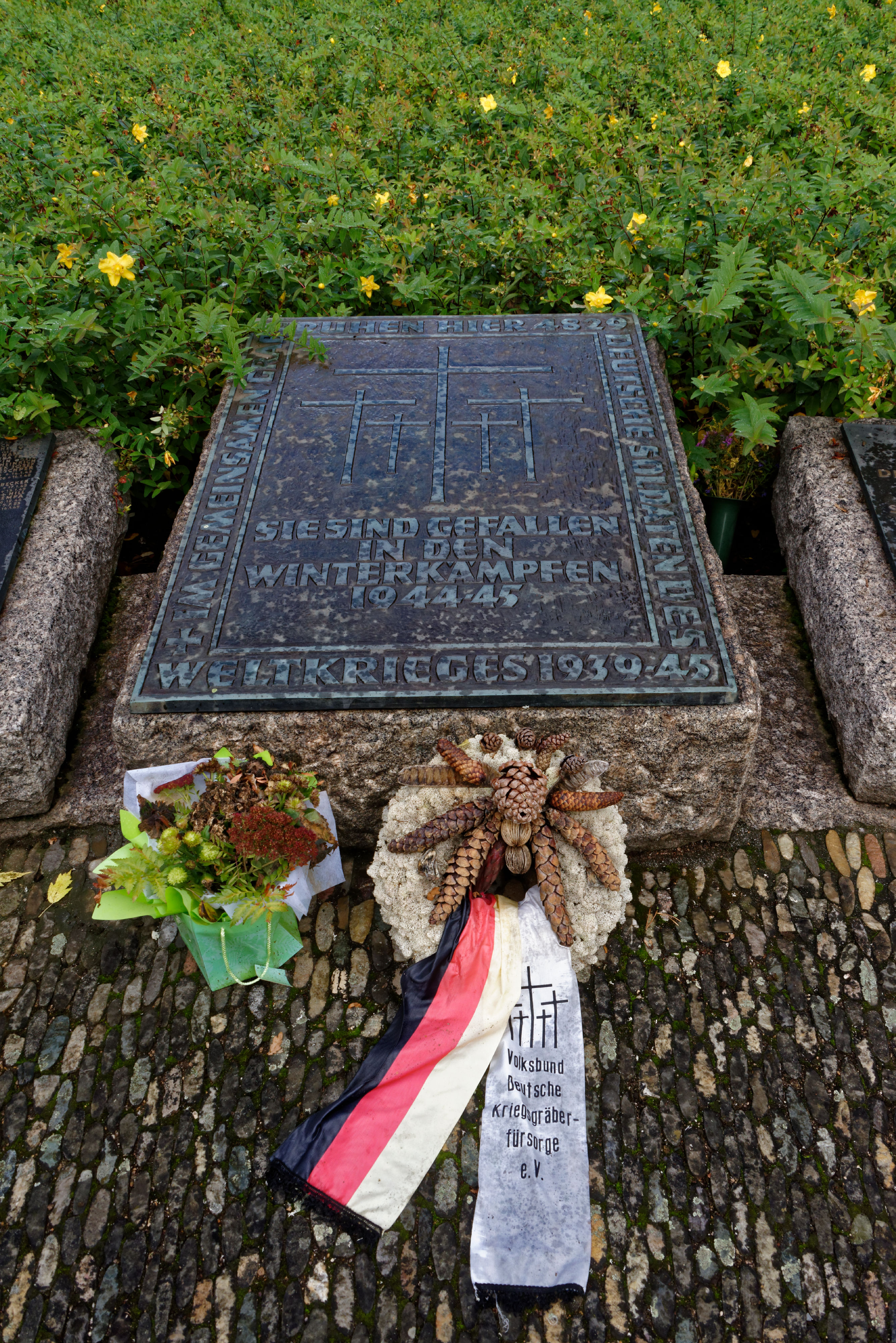
万人冢上的石碑
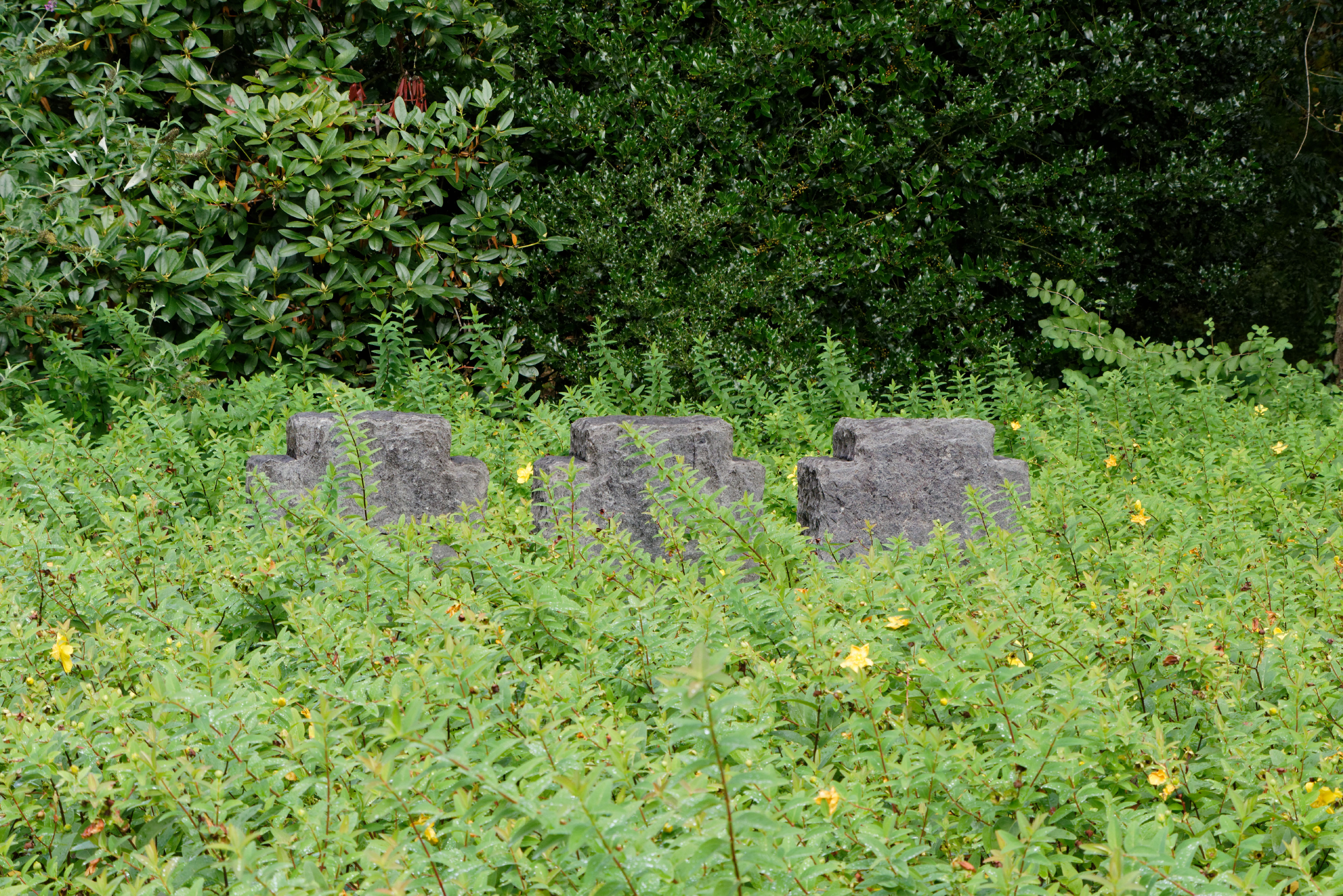
万人冢上的无名十字架
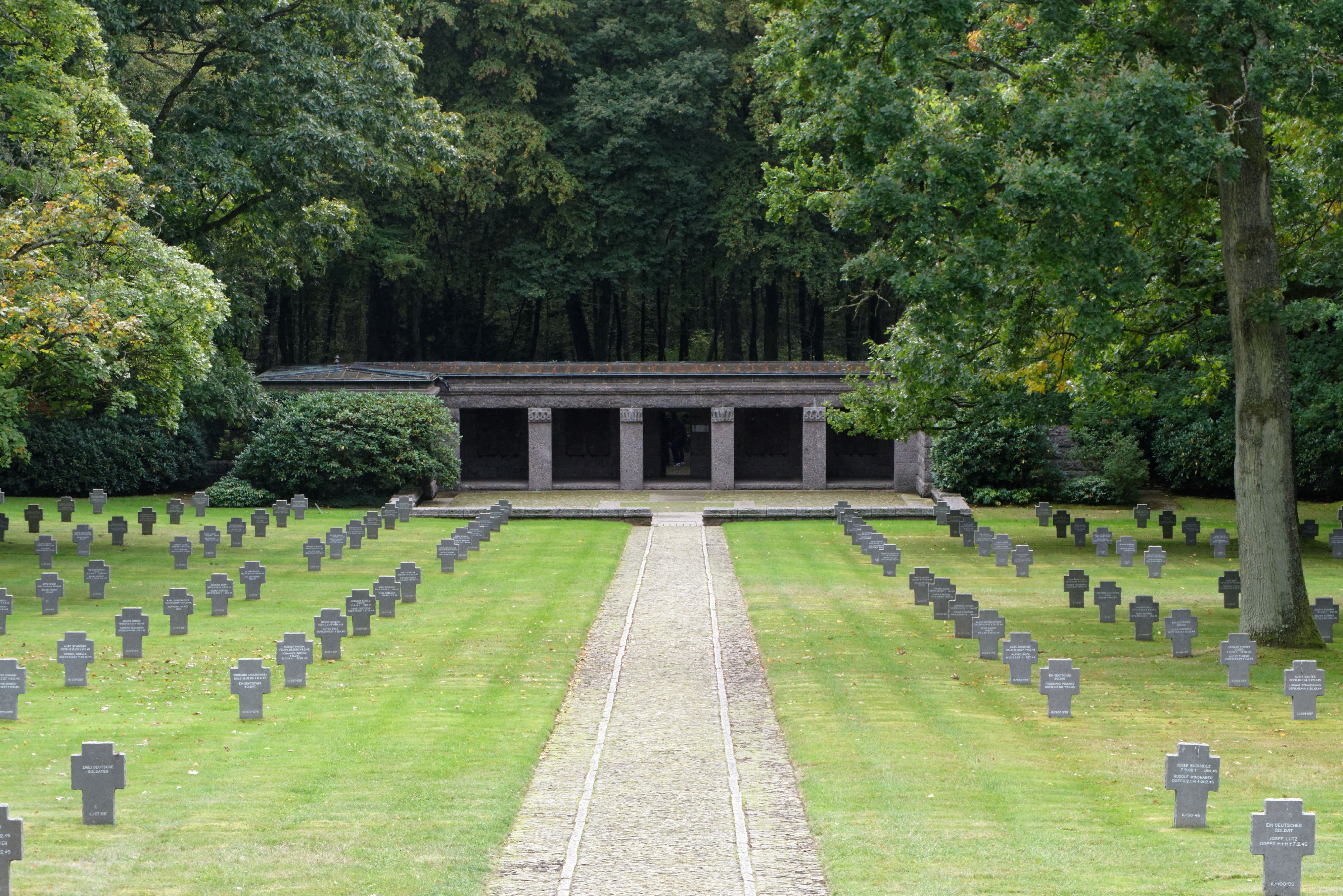
从纪念馆碑处望向的入口区
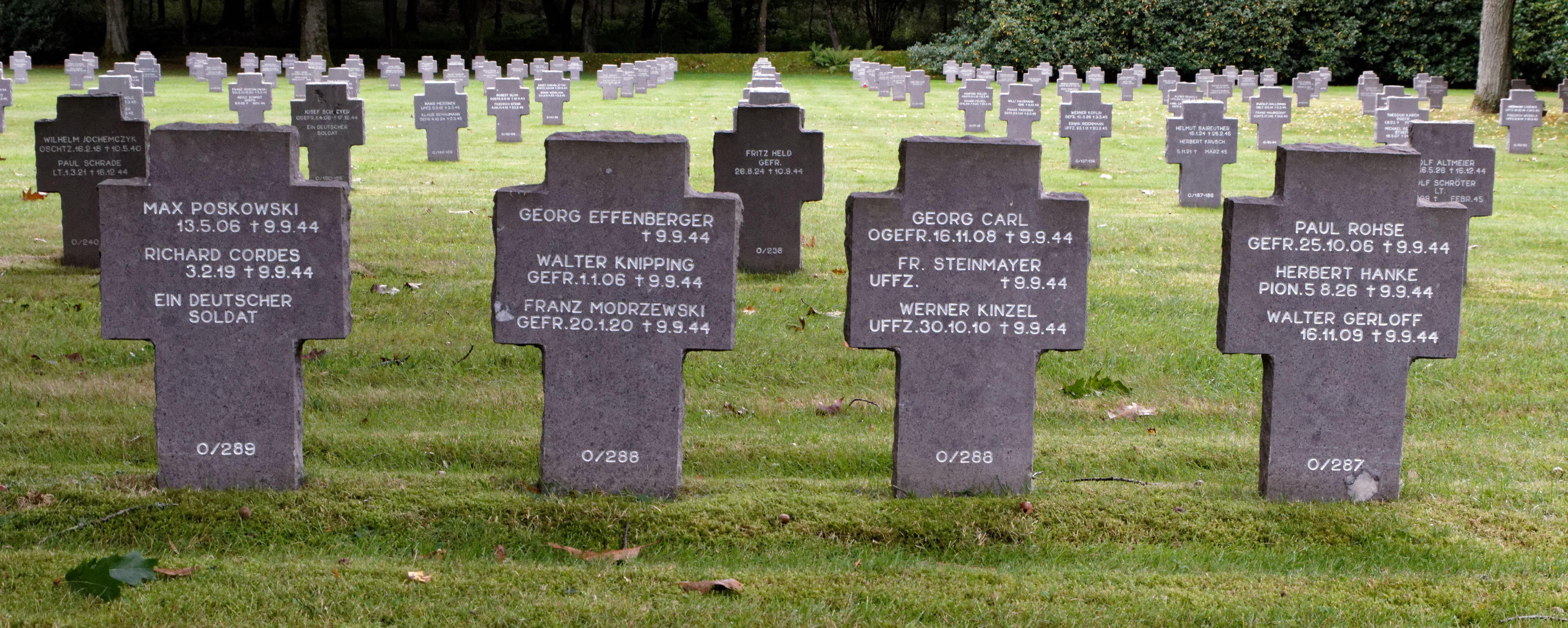
共同阵亡士兵的墓群
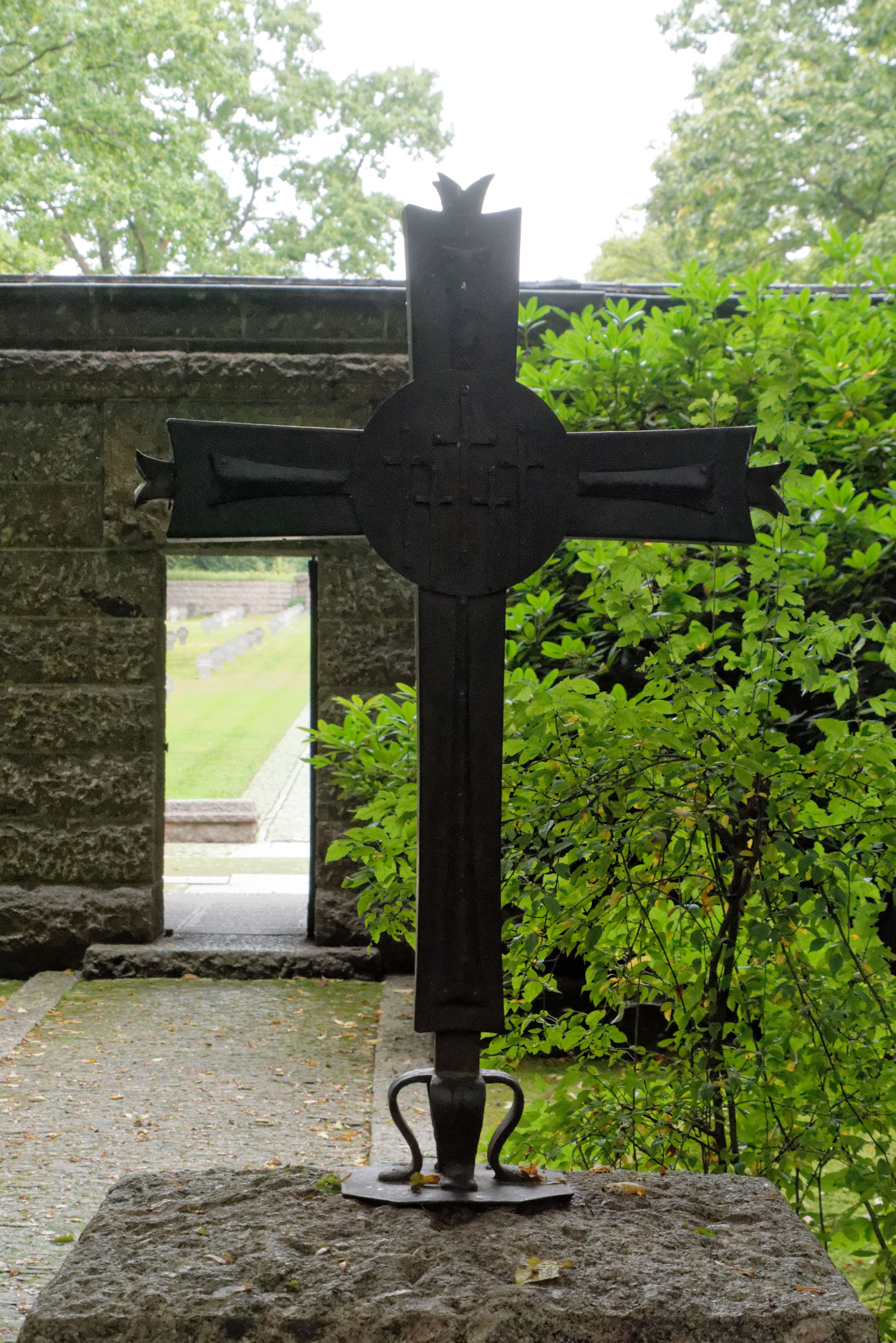
在遭到盗窃后新安放的十字架